# Líparos
Líparos (en grec antic Λίπαρος), va ser, segons la mitologia grega un dels fills d'Ausoni, un rei mític d'Ausònia, a Itàlia. Aquesta filiació la dona Diodor de Sicília.
Va ser expulsat del seu país pels seus germans i va marxar amb alguns guerrers fins a una illa que va anomenar Lípara (actualment Lipari, a les Illes Eòlies), davant de les costes de Sicília on va fundar una colònia. Més endavant va acollir Èol quan arribà a l'illa i li va donar la seva filla Cíane com a esposa. A canvi Èol li va donar vents favorables per tornar a Itàlia, ja que desitjava tornar a veure el seu país. Líparos va desembarcar a les costes de Sorrento on els seus habitants el van proclamar rei. Quan va morir, els seus súbdits li van retre honors divins.